# معراب
معراب هي بلدة لبنانية في قضاء كسروان, محافظة جبل لبنان. توجد فيها آثار قديمة أهمها القلعة. وقد برز اسم معراب في السنوات الأخيرة عندما أخذ حزب القوات اللبنانية من التلة المقابلة للبلدة مقراً عاماً له، حيث يوجد مكتب ومنزل الدكتور سمير جعجع.